# Ellen Brown Lake
Ellen Brown Lake är en sjö i Kanada.   Den ligger i provinsen Nova Scotia, i den östra delen av landet, 1 000 km öster om huvudstaden Ottawa. Ellen Brown Lake ligger 167 meter över havet. Arean är 0,24 kvadratkilometer. Den sträcker sig 0,7 kilometer i nord-sydlig riktning, och 0,8 kilometer i öst-västlig riktning.
I omgivningarna runt Ellen Brown Lake växer i huvudsak blandskog. Runt Ellen Brown Lake är det mycket glesbefolkat, med 2 invånare per kvadratkilometer.